# Sevno (gmina Šmartno pri Litiji)
Sevno – wieś w Słowenii, w gminie Šmartno pri Litiji. W 2018 roku liczyła 42 mieszkańców.